# Breda Šmid
Breda Šmid (por. Sever), slovenska baletna plesalka in baletna pedagoginja, * 20. julij 1926, Celje, † 2011
Šmidova je med vojno na Dunaju študirala na Baletni akademiji. Po vojni je kot solistka najprej delovala v baletnem ansambli Opere SNG v Ljubljani (do 1969), potem kot tajnica ansambla (do 1974) in nazadnje kot vodja (do 1976). V letih 1972−76 je tudi poučevala na Zavodu za glasbeno in baletno izobraževanje v Ljubljani.